# As I Lay Dying (romance)
As I Lay Dying (no Brasil Enquanto Agonizo e em Portugal Na Minha Morte) é um romance do escritor estadunidense William Faulkner. Ele alegou ter escrito o romance em seis semanas e não ter alterado uma única palavra. Publicado em 1930, Faulkner o escreveu enquanto trabalhava em uma usina, e descreveu-o como um “tour-de-force”. Foi seu quinto romance e é consistentemente classificado entre os melhores romances da literatura do século XX.
O título deriva do Livro XI da Odisseia, de Homero, onde Agamenon fala a Odisseu (em tradução inglesa): "As I lay dying, the woman with the dog's eyes would not close my eyes as I descended into Hades" (“Enquanto eu agonizava, a mulher com os olhos de cão não fechava meus olhos enquanto eu descia ao Hades”).
O romance é conhecido pela técnica de narrativa de fluxo de consciência, com vários narradores e diferentes comprimentos de capítulo; na verdade, o capítulo mais curto no livro consiste de apenas cinco palavras, "My mother is a fish" (“Minha mãe é um peixe”).

## Sumário
O livro é narrado por 15 personagens diferentes, e distribuído em 59 capítulos. Relata a história da morte de Addie Bundren e as questões e motivações de sua família — nobres ou egoístas — para homenagear o seu desejo de ser enterrada na cidade de Jefferson.
Como é o caso dos outros trabalhos de Faulkner, a história passa-se no "Condado de Yoknapatawpha", Mississippi, ao qual Faulkner se refere como “meu condado apócrifo”, uma representação ficcional da casa de Faulkner em Lafayette, no Mississipi.
Addie Bundren, esposa de Anse Bundren e matriarca de uma pobre família do sul estadunidense, está muito doente, e há expectativas de que logo morrerá. Seu filho mais velho, Cash, usa todas as suas habilidades de carpintaria para preparar seu caixão, que ele constrói em frente à janela do quarto de Addie. Embora a saúde dela esteja falhando rapidamente, dois de seus outros filhos, Darl e Jewel, deixam a fazenda para fazer uma entrega para o vizinho dos Bundren, Vernon Tull, cuja esposa e duas filhas têm atendido a Addie. Pouco depois de saírem, Addie morre. O filho mais novo de Bundren, Vardaman, associa a morte de sua mãe com a de um peixe que pescou e limpou um pouco mais cedo, naquele dia. Com alguma ajuda, Cash completa o caixão pouco antes do amanhecer. Vardaman fica incomodado pelo fato de que sua mãe está pregada e fechada dentro de uma caixa, e enquanto os outros dormem, ele faz furos na tampa, dois dos quais atravessam o rosto de sua mãe.
A filha de Addie e Anse, Dewey Dell, que recentemente teve ligação sexuais com um colono local chamado Lafe, que a deixou grávida, está tão “esmagada” pela ansiedade sobre sua condição que quase não chora a morte da mãe. Um funeral é realizado no dia seguinte, em que as mulheres cantam canções dentro da casa de Bundren, enquanto os homens ficam fora na varanda, conversando.
Darl, que narra grande parte do primeiro capítulo, retorna com Jewel alguns dias depois, e a presença de aves sobre sua casa permite- lhes saber que sua mãe está morta. Ao ver este sinal, Darl tranquiliza sardônicamente Jewel dizendo-lhe que pode estar certo de que “seu amado cavalo não está morto”. Addie fez Anse prometer que ela seria sepultada na cidade de Jefferson, e embora essa solicitação fosse muito mais complicada do que enterrá-la em casa, o senso de obrigação de Anse, combinado com o seu desejo de comprar uma dentadura, obriga-o a cumprir o último desejo de Addie.
Cash, que quebrou sua perna no trabalho, ajuda a família  a elevar o caixão desequilibrado, mas é Jewel que acaba maltratando-se, quase sozinho, na carroça. Jewel recusa-se, no entanto, a entrar na carroça e segue o resto da família montado em seu cavalo, que comprou ao trabalhar secretamente, à noite, nas terras de um vizinho.
Na primeira noite dessa jornada, os Bundren param na casa duma generosa família local, que considera a missão dos Bundren com ceticismo. Devido às enchentes severas, as pontes principais sobre o rio local foram inundadas, e os Bundren são forçados a retornar e tentar uma travessia do rio em um vau improvisado. Quando um tronco perdido bate contra a carroça, o caixão é jogado para fora, a perna quebrada de Cash é machucada e as mulas afogam-se. Vernon Tull vê o naufrágio, e ajuda Jewel a resgatar o caixão e a carroça do rio. Juntos, os membros da família e Tull procuram no leito do rio as ferramentas de Cash.
Cora, esposa de Tull, lembra a inclinação anticristã de Addie, ao respeitar seu filho Jewel mais do que a Deus. Addie sozinha, falando de seu caixão ou em um salto no tempo para seu leito de morte, recorda eventos de sua vida: seu casamento apaixonado com Anse; seu romance com o Ministro local, Whitfield, que levou à concepção de Jewel; e o nascimento dos vários filhos. Whitfield recorda-se viajando para a casa dos Bundren para confessar o caso a Anse, e sua eventual decisão de não dizer nada, afinal.
Um veterinário cuida da perna quebrada de Cash, enquanto este último desmaia de dor sem nunca reclamar. Anse compra uma nova parelha de mulas através da hipoteca de seu equipamento da fazenda, usando o dinheiro que estava guardando para a dentadura, o dinheiro que Cash estava guardando para um novo gramofone, e negocia o cavalo da Jewel.
A família continua seu caminho. Na cidade de Mottson, os moradores reagem com horror ao mau cheiro vindo da carroça dos Bundren. Enquanto a família está na cidade, Dewey Dell tenta comprar uma droga que acabaria com a gravidez indesejada, mas o farmacêutico recusase a vendê-la e a aconselha ao casamento. Como a família comprou cimento na cidade, Darl cria um apoio improvisado para a perna quebrada de Cash, que se encaixa mal e só aumenta sua dor. Os Bundren passam a noite em uma fazenda local, propriedade de um homem chamado Gillespie. Darl, que se tornou cético em relação a sua missão, incendeia o celeiro de Gillespie com a intenção de incinerar do caixão e o cadáver podre de Addie. Jewel resgata os animais no celeiro e, em seguida, arrisca sua vida para arrastar para fora o caixão de Addie. Darl chora.
No dia seguinte, os Bundren chegam a Jefferson e enterram Addie. Perante uma ação judicial pelo celeiro que Darl queimou, os Bundrens afirmam que Darl é insano, e ele é levado para uma instituição mental em Jackson. Dewey Dell tenta novamente comprar uma droga de aborto na farmácia local, onde um rapaz que trabalha para estudar medicina lhe oferece a droga em troca de serviços sexuais, e ela logo percebe que não é uma verdadeira droga de aborto. Na manhã seguinte, os filhos são cumprimentados por seu pai, que ostenta uma nova dentadura e, com uma mistura de vergonha e orgulho, apresenta-os à sua noiva, uma mulher local que ele conheceu enquanto comprava as pás para enterrar Addie.

## Personagens
- Addie Bundren – Addie, esposa de Anse e mãe de Cash, Darl, Jewel, Dewey Dell e Vardaman. Ela teve um relacionamento extramarital com o Reverendo Whitfield, do qual nasceu o terceiro filho, Jewel.
- Anse Bundren – Anse é o marido de Addie, pai de seus filhos, com exceção de Jewel. Após ter sofrido uma grave insolação com a idade de 22 anos e precisar de cuidados médicos, é provável que ele tenha desenvolvido anidrose (a incapacidade física de suor). Acredita que, se nunca suar, morrerá. Esta doença, juntamente com a corcunda de Anse, a falta de dentes, são todos corpóreos marcadores da sua situação econômica e da sua vida de trabalho (antes de tudo isso, Anse tinha sua própria fazenda e construíra uma casa por conta própria, para poder começar a construir uma família, e todas estas características são consistentes com doenças comuns sofridas pelos agricultores rurais em condições adversas).
- Cash Bundren – Cash é um qualificado e prestativo carpenteiro e o mais velho dos filhos da família, o que constrói o caixão de Addie.
- Darl Bundren – o segundo filho da família, Darl é dois anos mais jovem do que Cash. Darl é o personagem mais articulado e mais objetivo narrador no livro e, portanto, narra 19 dos 59 capítulos. Acredita-se ser psiquicamente alterado mediante certos acontecimentos.
- Jewel Bundren – Jewel é o terceiro filho da família, meio-irmão dos demais, é o preferido de Addie, sendo filho ilegítimo, na realidade filho do Reverendo Whitfield.
- Dewey Dell Bundren – Dewey Dell é a única filha mulher.
- Vardaman Bundren – Vardaman é o mais jovem dos Bundren.
- Vernon Tull – Vernon é um bom amigo dos Bundren, que aparece no livro como um bom agricultor, menos religioso do que sua esposa.
- Cora Tull – Cora é a esposa de Vernon Tull, uma vizinha de Addie que está com ela na sua morte. Ela é muito religiosa e isto é revelado em suas palavras.
- Peabody – Peabody é o médico dos Bundren; ele narra dois capítulos do livro. Anse o chama pouco antes da morte de Addie, mas é demasiado tarde para Peabody fazer qualquer coisa, e ele só é capaz de assistir Addie na agonia. No final do livro, quando ele está trabalhando na perna de Cash, Peabody dá uma excelente avaliação de Anse e toda a família Bundren, sob a perspectiva da comunidade em geral.
- Lafe – Lafe é um fazendeiro que engravida Dewey Dell e lhe dá $10 para fazer um aborto.
- Whitfield – Whitfield é o reverendo local com quem Addie teve um relacionamento, resultando no nascimento de Jewel.
- Samson – Samson é um agricultor local que permite que a família Bundren fique com ele a primeira noite em sua jornada para Jefferson. A esposa de Samson, Rachel, está revoltada com a forma como a família está tratando Addie, arrastando seu caixão através do país.

## Histórico e considerações
Faulkner trabalhava à noite, na usina elétrica da Universidade de Mississipi, levando carvão para a caldeira, e entre a meia-noite e as 4 horas da manhã, por não ter muito trabalho, escreveu o livro, em seis semanas, ao lado de um dínamo que emitia “um zumbido profundo e constante”.
Sobre o romance, Faulkner diria: “Não fiz mais que imaginar um grupo de pessoas e as submeti simplesmente a essas catátrofes naturais, universais, que são a inundação e o fogo, com um motivo lógico e simples, para dar sentido à sua evolução”.
Das personagens do romance, Faulkner diria: “Entre as personagens que criei há algumas que odeio ferozmente, mas não me compete julgá-las, condená-las; elas existem, fazem parte do quadro em que vivemos. E recusando falar delas não aboliremos o mal”. Hélio Pólvora, em prefácio a As I Lay Dying, defende que “das personagens ... a única moralmente boa, pura, será Cash, o carpinteiro”. Já o personagem Darl Bundren voltaria a aparecer no universo das obras de Faulkner, no conto "Uncle Willy", em 1935.

## Técnica literária
Durante o romance, Faulkner apresenta 15 diferentes “pontos de vista”, cada capítulo narrado por um personagem, incluindo Addie, que, após a morte, expressa seus pensamentos de seu caixão. Em 59 capítulos sob o título de seus narradores, os personagens vão desenvolvendo gradualmente suas percepções e opiniões, com predominência de Darl.
Da mesma forma que James Joyce e Virginia Woolf, Faulkner usa muito o fluxo de consciência, técnica que usou anteriormente em The Sound and the Fury, mas dá à As I Lay Dying um tom intimista distinto, através de monólogos dos Bundren e dos transeuntes com que se deparam. A história ajudou a fundar os movimentos de renascimento do sul e oferece um grande esforço para reflexões sobre o ser e a existência, a metafísica da existência na vida cotidiana.
Um capítulo narrado por Addie Bundren ajudou a trazer problemas do feminismo e da maternidade na literatura à tona, sua voz é claramente expressa apenas após sua morte. Exceto para Jewel e Cash, Addie não gosta ou age com desdém para com todos os seus outros filhos. Jewel e Cash são profundamente afetados por sua atenção para com eles.
O capítulo de Addie ajuda a entendê-la como mais do que um retrato tradicional de uma mulher “vilã, incompetente, irresponsável ou morta”, e retrata-a como vingativa e deliberada. O capítulo discute seu ódio aos alunos aos quais ensina e sua deslealdade e falta de amor por seu marido Anse.
A solicitação de Addie, e como ela morre, incluindo seu desejo de ser enterrada em Jefferson (que estava bastante longe) representa, portanto, sua falsidade e sua capacidade de controlar sua família em seu leito de morte e mesmo após a morte. Isto retrata Addie como uma figura feminista e mais do que uma mulher literária tradicional.
Hélio Pólvora>, em prefácio ao livro, destaca entre as novidade deste romance, que seriam largamente copiadas por outros autores, posteriormente: a ausência e neutralidade do escritor em relação ao relato; a fragmentação da narrativa; a predominância do tempo psicológico sobre o tempo cronológico; a incerteza do romancista sobre o que acontecerá; a verdade sujeita à contestação; a narração feita pelas personagens; a simbologia da linguagem das personagens; os depoimentos que fazem a ação avançar ou retroceder, oferecendo zonas obscuras.

## Importância e homenagens
As I Lay Dying é frequentemente considerado entre os melhores romances da literatura do Século XX. Tem sido reeditado pela "Modern Library", pela Library of America e numerosas outras publicações, incluindo "Chatto and Windus" em 1970, "Random House" em 1990, "Tandem Library" em 1991, e "Vintage Books" em 1996. Faulkner recebeu o Prêmio Nobel de Literatura em 1949 por seus romances anteriores a essa data, entre eles este livro.
O romance também influenciou vários outros livros aclamados pela crítica, incluindo o autor britânico Graham Swift, em 1996, no seu premiado livro Last Orders e Getting Mother's Body: A Novel, de Suzan-Lori Parks, que é um remake do romance de Faulkner sob o ponto de vista afro-americano.
Em 1998, a Modern Library colocou As I Lay Dying no 35º lugar na lista dos 100 melhores romances em língua inglesa do Século XX.
A banda premiada com o Grammy, As I Lay Dying, derivou seu nome do romance de Faulkner.

## Traduções em língua portuguesa
- “Enquanto Agonizo”, tradução brasileira de Hélio Pólvora, em novembro de 1973, pela Editora Exped – Expansão Editorial. A segunda edição saiu em julho de 1978.[20]
- “Enquanto Agonizo”, tradução de Wladir Dupont para a Editora Mandarim, 2001, e para a L&PM Pocket, volume 747, com 1ª edição em 2010.
- “Na Minha Morte” tradução portuguesa de Alfredo Margarido, para a Editora Livros do Brasil (Lisboa), Coleção Miniatura, volume 156, 1964.[21]
- “Na Minha Morte”, tradução portuguesa de Ana Maria Chaves, para a Editora Dom Quixote, com 1ª edição em 2004.[22][23]